# Acanthomenexenus sarasinorum
Acanthomenexenus sarasinorum är en insektsart som först beskrevs av Günther 1938.  Acanthomenexenus sarasinorum ingår i släktet Acanthomenexenus och familjen Phasmatidae. Inga underarter finns listade i Catalogue of Life.